# Gliese 445
Gliese 445 eller AC  +79 3888, är en ensam stjärna i norra delen av stjärnbilden Giraffen. Den har en skenbar magnitud av ca 10,80 och kräver ett teleskop för att kunna observeras. Baserat på parallax enligt Gaia Data Release 3 på ca 190,3 mas, beräknas den befinna sig på ett avstånd på ca 17,1 ljusår (ca 5,3 parsek) från solen. Den rör sig närmare solen med en heliocentrisk radialhastighet på ca -112 km/s.
Sonden Voyager 1 och Gliese 445 kommer att passera varandra inom ett avstånd av 1,6 ljusår om cirka 40 000 år. Vid den tiden kommer Gliese 445 att vara i en del av himlen som skiljer sig från dess nuvarande plats. Sonden kommer inte längre att vara i drift.
Medan Voyagersonden rör sig genom rymden mot Gliese 445, närmar sig stjärnan snabbt solen. När sonden passerar Gliese 445 kommer stjärnan att befinna sig cirka 1,059 parsek (3,45 ljusår) från solen, men med mindre än hälften av den ljusstyrka som krävs för att kunna ses med blotta ögat. Vid den tiden kommer Gliese 445 att vara ungefär i paritet med Ross 248 för att vara den närmaste stjärnan till solen. 

## Egenskaper
Gliese 445 är en röd dvärgstjärna i huvudserien av spektralklass M4.0 Ve. Den har en massa som är ca 0,14 solmassor, en radie som är ca 0,285 solradier och har ca 0,008 gånger solens utstrålning av energi från dess fotosfär vid en effektiv temperatur av ca 3 500 K. Stjärnan är också en känd röntgenkälla.